# Lochearnhead
Lochearnhead, schottisch-gälisch: Ceann Loch Eireann, ist eine Ortschaft im Nordosten der schottischen Council Area Stirling. Sie liegt rund 50 Kilometer nordwestlich von Stirling am westlichen Abschluss des Loch Earn und markiert das Ende des Tals Glen Ogle, dass sich in nordwestlicher Richtung öffnet.

## Geschichte
Südwestlich der Ortschaft wurde vermutlich in den 1580er Jahren das Tower House Edinample Castle errichtet. Das nahegelegene, um 1790 erbaute Herrenhaus Ardvorlich House geht vermutlich auf einen Wehrbau am selben Standort zurück. Während das Tower House ein Standort der Campbells war, residierte ein Zweig des Hauses Stewart auf Ardvorlich House.
Am Ostrand des Loch-Lomond-and-the-Trossachs-Nationalparks am Loch Earn gelegen, entwickelte sich Lochearnhead in jüngerer Zeit mit dem Tourismus. Neben dem Wassersport stehen mit dem Glen Ample Trail und dem Glen Ogle Trail zwei Radwanderwege zur Verfügung. Seit über 200 Jahren werden in Lochearnhead jährlich die Balquhidder, Lochearnhead and Strathyre Highland Games ausgetragen.
Im Rahmen der Zensuserhebung 1991 wurden in Lochearnhead 240 Personen gezählt.

## Verkehr
Die von Dundee nach Oban führende A85 bildet die Hauptverkehrsstraße von Lochearnhead. In Lochearnhead nimmt sie die aus Stirling kommende A84 auf. In den vergangenen Jahrhunderten besaß Lochearnhead eine gewisse Bedeutung als Station entlang dieser Verkehrswege.
Im späten 19. Jahrhundert wurde Lochearnhead mit einem eigenen Bahnhof entlang der Lochearnhead, St Fillans and Comrie Railway an das britische Schienennetz angeschlossen. Die Strecke wurde zwischenzeitlich aufgelassen und das Gleis entfernt. Das Bahnhofsgebäude von Lochearnhead ist jedoch noch vorhanden.

## Söhne und Töchter
- Mary Findlater (1865–1963), Schriftstellerin